# FinePix X10
La FinePix X10 è una fotocamera prodotta da Fujifilm dal 2011. La fotocamera è caratterizzata da un design in stile anni 50.

## Specifiche tecniche
- Corpo macchina: Lega di magnesio
- Sensore: EXR-CMOS da 2/3 di pollice
- Risoluzione: 12 megapixel effettivi
- Processore d'immagine: Fujifilm EXR
- Obiettivo: FUJINON 28-112mm, F2-F2.8, con zoom ottico 4x composto da 9 gruppi e 11 lenti (e 3 lenti asferiche di vetro molato)
- Auto focus: a rilevazione di contrasto
- Mirino: ottico
- Schermo: 2.8" TFT a colori, 460,000 punti
- Memoria: SD/SDHC/SDXC
- Connettività: USB 2.0, mini HDMI
- Batteria: NP-50 agli ioni di litio
- Ingombro: 117.0 (L) x 69.6 (A) x  56.8 (P) mm
- Peso: circa 350g[2]